# Farm Cultural Park
Farm Cultural Park è una galleria d'arte e residenza per artisti situata a Favara in provincia di Agrigento. Dalla sua apertura, ha ospitato opere temporanee di artisti come Sara Fratini, Massimo Sirelli, La Fille Bertha, e tanti altri.

## Storia
Fondata il 25 giugno 2010 dal notaio Andrea Bartoli e dalla moglie, l'avvocato Florinda Saieva, sorge all'interno del Cortile Bentivegna, un aggregato a sua volta costituito da sette piccoli cortili che ospitano piccoli palazzi ed è situato nei pressi del centro storico di Favara. Oltre che come museo si propone anche come centro culturale e turistico dove vengono allestite mostre pittoriche temporanee e installazioni permanenti di arte contemporanea. Inoltre vi sono residenze per artisti e vengono svolte presentazioni di libri e vari corsi di architettura.
Lo scopo principale di questo progetto è quello di recuperare tutto il centro storico di Favara e trasformare il paese nella seconda attrazione turistica della provincia di Agrigento dopo la Valle dei Templi.
I tre luoghi che hanno ispirato questo progetto sono:
- il Palais de Tokyo di Parigi, sede della cultura contemporanea ed anche luogo di intrattenimento;
- Marrakech, piazza principale del Marocco, luogo alquanto suggestivo e ricco di intrattenimento e ristoro;
- il mercato di Camden Town, dove comprare oggetti di qualsiasi tipo e mangiare cibo di qualsiasi parte del mondo;

Nel 2011 il museo ha vinto il Premio "Cultura di Gestione di Federculture" e l'anno seguente è stata invitata alla XXIII Mostra internazionale di architettura di Venezia.
Il 23 marzo 2013 il fondatore Andrea Bartoli è stato ospite presso la trasmissione Unomattina in famiglia in onda su Rai 1 e condotta da Tiberio Timperi e Miriam Leone, dove ha parlato di questo progetto. Il blog britannico Purple Travel ha collocato il Farm Cultural Park e Favara al sesto posto al mondo come meta turistica dell'arte contemporanea preceduta da Firenze, Parigi, Bilbao, le isole della Grecia e New York.
Inoltre, la Farm ha recentemente assicurato uno spazio alla casa editrice Medinova (appunto, "Spazio Medinova") allo scopo di incentivare la cultura.
Il 7 gennaio 2022 è stata inaugurata una seconda sede della Farm a Mazzarino (CL) ed è stata denominata The Embassy of Farm.

## Progetti
Il complesso si avvale dei seguenti progetti:
- 3 Gallerie d'arte e 2 spazi espositivi temporanei e permanenti: Farm-young-art, Fondazione Bartoli-Felter, Artegiovane Sicilia, Terry Richardson Fan Club e Uwe Jaentsch Museum.
- 1 centro di architettura contemporanea: Sicily Foundation.
- 1 complesso di residenza per artisti, designer, architetti e curatori.
- 1 scuola di specializzazione in Hotellerie d'avanguardia.
- 1 centro di grafica e web design.
- Librerie d'arte, architettura e cultura contemporanea.
- Alberghi d'avanguardia e 1 day suite spa: Hotel Belmonte Farm Hotels.

Ed altri spazi per congressi, feste, eventi, ludoteca linguistica e dipartimenti educativi per adulti e bambini, spazi di ristoro innovativi, store di design e di food esclusivo e noleggio bici.

## Curiosità
Nel 2014 la Farm ha ospitato l'evento MISCITA organizzato da La Guarimba, Altrove e Coltivatori di Musica.

## Leadership[10]
- Direttore generale: Florinda Saieva
- Direttore artistico: Andrea Bartoli
- Responsabile marketing: Armando Giglia[11]
- Responsabile tecnico: Vincenzo Castelli